# Ekpè
L'arrondissement de Ekpè est situé dans la commune de Sèmè-Kpodji, du département de l'Ouémé au Bénin. Il est composé de 13 villages et quartiers.

## Démographie
L'arrondissement de Ekpè a une population de 75 313 habitants et ce nombre ne cesse de croitre du point de vue de sa proximité de la commune avec celle de Cotonou.

## Culture
Epke , était la demeure de sagbohan un habitant avec des pouvoirs magiques . un jour , behanzin envoya son épervier sur èkpè .Sagbohan char ga son fils de tuer cet épervier.

## Infrastructure
L’arrondissement abrite le marché de Ekpè-houessi qui s'anime tous les jours.
Le poste de péage/pesage installé sur l'axe routier Cotonou-Porto-Novo qui a doublé le prix des tarifs à la suite de la décision du gouvernement et dont l'objectif est d'entretenir plus facilement les routes.